# Wincenty Halska
Wincenty Halska ps. „Kostek”, także jako Wincenty Kostek-Halska (ur. 2 października 1885 w Klwowie, zm. 1965) – polski działacz niepodległościowy i emigracyjny.

## Życiorys
Syn Franciszka i Małgorzaty ze Szczepaniaków. Ukończył wyższą szkołę przemysłowo-handlową. Od 1900 należał do PPS. W latach 1904–1907 był członkiem Organizacji Bojowej PPS, został jednym z siedmiu bojowców w kierowanej przez Bronisława Żukowskiego ps. „Harakiri” grupie, sformowanej z obszarów warszawskich dzielnic Wolska, Jerozolimska, Mokotowska i Dolna. 21 marca 1905 wykonał zamach bombowy, w którym śmierć poniosło sześciu żołnierzy i żandarmów. 25 marca 1905 dokonał nieudanego zamachu na oberpolicmajstra warszawskiego, płk. Karla Nolkena. W październiku 1905 był jednym z przywódców Organizacji Techniczno-Bojowej PPS (zwanej potocznie milicją ludową, milicją robotniczą, lokalnymi oddziałami bojowymi). W 1907 zbiegł zagranicę (do Belgii) po aresztowaniu i ucieczce z fortu Ałeksieja. Po I wojnie światowej był producentem broni. Wynalazł uniwersalną maszynę do obróbki metali, którą opatentował w Belgii, Francji i Niemczech. Pracował także społecznie wśród wychodźców polskich w Belgii, był m.in. prezesem Związku b. wojaków w Liège.
Po II wojnie światowej przebywał na emigracji w Wielkiej Brytanii. Był członkiem Rady Narodowej Rzeczypospolitej Polskiej u kresu kadencji III od 5 marca 1951 do 5 czerwca 1951, kadencji IV (1951–1953), następnie Rady Rzeczypospolitej Polskiej kadencji II (1958–1963) z ramienia Związku Socjalistów Polskich, III (1963–1968) z ramienia Polskiej Partii Socjalistycznej.

## Ordery i odznaczenia
- Krzyż Komandorski Orderu Odrodzenia Polski (pośmiertnie, 26 października 1965)[7]
- Krzyż Niepodległości z Mieczami (2 sierpnia 1931)[8]
- Srebrny Krzyż Zasługi (26 czerwca 1930)[6]